# Dan Croll
Dan Croll (* 18. Juli 1990 in Newcastle-under-Lyme als Daniel Francis Croll) ist ein englischer Singer-Songwriter und Multiinstrumentalist, der seine Studioalben weitgehend selbst einspielt.
Im Alter von 18 Jahren zog Croll nach Liverpool um das Liverpool Institute for Performing Arts (LIPA) zu besuchen.
Während seiner LIPA-Zeit gewann er den „National Songwriter of the Year Award“ der „Musicians Benevolent Fund“.

## Karriere
Dan Croll ist seit Anfang 2012 bei Turn First Records unter Vertrag. Seine Debüt-Single, From Nowhere, wurde am 24. September 2012 von Turn First/Racquet Records (im Eigenverlag) als Download veröffentlicht. Croll wurde vom Guardian als New Band of the Day betitelt und beschrieben mit „Paul Simon jamming with Prince. Very nice“ (deutsch „Eine Mischung aus Paul Simon und Prince. Sehr gut.“).
Seine zweite Single Compliment Your Soul wurde im März 2013 veröffentlicht.
Darauf folgte im Juli 2013 die Single In/Out
Am 29. Oktober 2013 gab Croll in einem Interview bei Virgin Radio bekannt, dass er alle Songs für sein Debüt-Album fertig eingespielt hat, welches im folgenden Jahr im ersten Quartal erscheinen soll.
Sein Song Compliment Your Soul ist außerdem als Soundtrack im Fußballsimulationsspiel FIFA 2014 zu hören. Zudem gibt es noch einen Remix von From Nowhere auf dem Radiosender Radio Mirror Park im Actionbestseller Grand Theft Auto V zu hören. Zudem war dieses Remix im neuesten Trailer von Grand Theft Auto V für die Next-Gen Konsolen und den PC, zu hören.
Im November 2013 gab Dan Croll bekannt, dass sein Debüt-Album Sweet Disarray am 10. März 2014 erscheinen soll.
Von November bis Dezember 2013 war er mit den Imagine Dragons auf Europatour.
In einer Deichmann TV-Werbung ist sein Song From Nowhere zu hören; ebenso ist In/Out in einer Thalys-Werbekampagne zu hören.
Sein zweites Album Emerging Adulthood stellte er 2017 zunächst auf etlichen europäischen Musikfestivals vor, um ab September eine Nordamerika-Tour anzuschließen mit Auftritten in Brooklyn, Washington DC, San Francisco, Montreal und Toronto.
Laut Video-Interview auf dem PULS Open Air Festival hat Croll sämtliche Instrumente auf seinen Studioalben selbst eingespielt. Live tourt er mit einer fünfköpfigen Band und steht als singender Frontmann auf der Bühne.

## Diskografie

### Alben
- Sweet Disarray (2014, Capitol Records)
- Emerging Adulthood (2017, Communion Records)
- Grand Plan (2020, Caroline International)

### Singles
- From Nowhere (2012)
- Compliment Your Soul (2013)
- In/Out (2013)
- Home (2013)